# TORA (aviazione)
Il TORA (dall'inglese: Take-Off Run Available, lunghezza di pista di decollo disponibile) è la corsa disponibile per un velivolo durante un decollo normale, ossia un decollo in cui l'aereo si muove controvento e in assenza di raffiche trasversali al suo moto. Tale distanza viene dichiarata dalla FAA (Federal Aviation Administration).